# Milanski edikt
Milanski edikt je uredba koju su 313. u Milanu zajednički proglasili Konstantin I. Veliki, tada tetrarh Zapada i Licinije, tetrarh istoka, a njome je i službeno označen kraj vjerskih progona u Rimskom Carstvu, dok je samo Carstvo zauzelo neutralan položaj u odnosu na religije.[nedostaje izvor]

## Povijest
Ovaj je Edikt imao svoju značajnu prethodnicu u ediktu o toleranciji što ga je 311. u Nikomediji proglasio car Galerije. U njemu se daje oprost kršćanima koji su, »slijedeći svoje hirove, bili obuzeti ludošću, te se nisu pokoravali drevnim običajima.« U tom se dokumentu nadalje čita:
»U ime toga oprosta, neka mole svoga Boga za naše spasenje, za spas Republike i za svoj grad, kako bi Republika mogla i dalje posvuda postojati jedinstvena, a oni da bi mogli mirno živjeti u svojim domovima.«
Milanski edikt zahvatio je, međutim, još dublje, određujući izričito i da se sva mjesta na kojima se zajednica okupljala i svako drugo konfiscirano i oduzeto vlasništvo »ima vratiti kršćanima bez traženja naknade ili ikakvoga plaćanja, i bez pokušaja prijevare i obmane.«
Glavna značajka ovog edikta bila je u tome što je kršćanstvu, ali i svim drugim religijama, omogućio pravni položaj jednak položaju poganstva, a poganstvo više nije bila službena religija Carstva i njegove vojske.

## Razlozi edikta
Početkom 4. stoljeća, u Rimskom Carstvu kršćani su već bili izuzetno prošireni, kako teritorijalno, tako i u raznim slojevima društva. Mnogi su kršćani zauzimali ključne položaje u državnoj upravi i ostalim viđenijim mjestima u društvu, premda su se izlagali opasnosti progona. Edikt je stoga želio unijeti mir u Carstvo, a nakana mu je bila sinkretistička: obuhvatiti u rimskom društvu vjerska i filozofska učenja različita porijekla, kako bi se ojačala država.

## Značenje edikta
Kao što je iz svega vidljivo, nije bila riječ o davanju slobode samo kršćanstvu, kako se to često tumači, niti je bila riječ o proglašenju kršćanstva državnom religijom. Naprotiv, nakana je edikta bila sloboda vjerskog izražavanja u Rimskom Carstvu, kako bi se postigao nutarnji politički mir.
Tek 380. godine uredbom cara Teodozija I. kršćanstvo će postati državnom religijom u Rimskom Carstvu, te još 15 godina kasnije (395. godine) dolazi do zabrane poganskih, politeističkih religija.

## Poveznice
| Portal:Kršćanstvo | Portal: Kršćanstvo |

- Konstantin I. Veliki
- Konstantinov edikt
- Rano kršćanstvo
- Prvi nicejski sabor